# Chauliops annulatus
Chauliops annulatus är en insektsart som beskrevs av Goverdhan Lal Chopra och Rustagi 1982. Chauliops annulatus ingår i släktet Chauliops och familjen Malcidae. Inga underarter finns listade i Catalogue of Life.